# Grusza drobnoowocowa
Grusza drobnoowocowa (Pyrus calleryana  Desc.) – gatunek roślin z rodziny różowatych. Pochodzi z południowo-wschodnich Chin, Korei i Japonii. Jeden z gatunków wyjściowych w hodowli grusz wschodnich (azjatyckich).

## Morfologia
PokrójDrzewo o stożkowatej koronie osiąga 15 do 20 m wysokości (w Polsce do 12 m).
ŁodygaPędy są nagie, najczęściej z cierniami.
Liściesą małe 4-7 cm, owalne i karbowano–piłkowane, ciemnozielone w lecie i silnie przebarwiające się jesienią.
Kwiatydrobne do 3 cm średnicy, białe, o charakterystycznym słodkawym aromacie.
Owocedrobne o średnicy około 1 cm, kulisto-stożkowate, brązowe, z kielichem odpadającym, twarde, mięknące po przymrozkach, prawie niejadalne.

## Zastosowanie
- Gatunek bardzo plenny, odporny na zarazę ogniową i mszyce. Używa się go w hodowli ze względu na przekazywanie genów odporności. Gatunek popularny jako drzewo ozdobne a także stosowany jako podkładki pod odmiany szlachetne. Najbardziej znaną odmianą ozdobną jest ‘Bradford’ o regularnym kształcie, pięknych ciemnoczerwonych liściach jesienią i pędach pozbawionych cierni.
- W niektórych krajach (południowe stany USA) często jest sadzona wzdłuż dróg ze względu na walory ozdobne oraz dużą tolerancję na zanieczyszczenia oraz niesprzyjający odczyn gleby.